# Santiago Lopez de Medrano
Santiago López de Medrano Sánchez (Cidade do México, 5 de outubro de 1942) é um matemático mexicano, que trabalha como pesquisador na Universidad Nacional Autónoma de México (UNAM).
López de Medrano foi palestrante convidado do Congresso Internacional de Matemáticos em Nice, em 1970, onde apresentou seu trabalho sobre nós invariantes.